# Fäktning vid europeiska spelen 2023
Fäktning vid europeiska spelen 2023 avgjordes mellan 25 och 30 juni 2023 i 	
Kraków i Polen.
Det var den andra upplagan av fäktning vid europeiska spelen. 

## Medaljörer
Herrar
| Gren                  | Guld                                                                 | Silver                                                          | Brons                                                                       |  |  |  |
| Värja, individuellt   | Tristan Tulen · Nederländerna                                        | Miguel Frazão · Portugal                                        | Volodymyr Stankevytj · UkrainaManuel Bargues · Spanien                      |  |  |  |
| Värja, lag            | Ungern Tibor Andrásfi Máté Tamás Koch Dávid Nagy Gergely Siklósi     | Schweiz Alexis Bayard Théo Brochard Hadrien Favre Max Heinzer   | Italien Gabriele Cimini Davide Di Veroli Andrea Santarelli Federico Vismara |  |  |  |
|                       |                                                                      |                                                                 |                                                                             |  |  |  |
| Florett, individuellt | Michał Siess · Polen                                                 | Jonas Winterberg-Poulsen · Danmark                              | Stef Van Campenhout · BelgienLaurenz Rieger · Tyskland                      |  |  |  |
| Florett, lag          | Italien Alessio Foconi Daniele Garozzo Filippo Macchi Tommaso Marini | Frankrike Alexandre Ediri Enzo Lefort Maxime Pauty Rafael Savin | Tyskland Paul Luca Faul Alexander Kahl Luis Klein Laurenz Rieger            |  |  |  |
|                       |                                                                      |                                                                 |                                                                             |  |  |  |
| Sabel, individuellt   | Sandro Bazadze · Georgien                                            | Krzysztof Kaczkowski · Polen                                    | Áron Szilágyi · UngernWilliam Deary · Storbritannien                        |  |  |  |
| Sabel, lag            | Frankrike Boladé Apithy Sébastien Patrice Maxime Pianfetti Tom Seitz | Italien Luca Curatoli Michele Gallo Matteo Neri Luigi Samele    | Tyskland Raoul Bonah Lorenz Kempf Frederic Kindler Matyas Szabo             |  |  |  |

Damer
| Gren                  | Guld                                                                                            | Silver                                                                  | Brons                                                                    |  |  |  |
| Värja, individuellt   | Dzjoan Fejbi Bezjura · Ukraina                                                                  | Martyna Swatowska-Wenglarczyk · Polen                                   | Anna Kun · UngernAlexandra Ehler · Tyskland                              |  |  |  |
| Värja, lag            | Frankrike Marie-Florence Candassamy Alexandra Louis-Marie Auriane Mallo-Breton Coraline Vitalis | Ungern Lili Büki Anna Kun Eszter Muhari Dorina Wimmer                   | Italien Rossella Fiamingo Federica Isola Mara Navarria Alberta Santuccio |  |  |  |
|                       |                                                                                                 |                                                                         |                                                                          |  |  |  |
| Florett, individuellt | Julia Walczyk-Klimaszyk · Polen                                                                 | Flóra Pásztor · Ungern                                                  | Mălina Călugăreanu · RumänienGili Kuritzky · Israel                      |  |  |  |
| Florett, lag          | Italien Martina Batini Martina Favaretto Francesca Palumbo Alice Volpi                          | Frankrike Anita Blaze Morgane Patru Pauline Ranvier Ysaora Thibus       | Tyskland Leandra Behr Aliya Dhuique-Hein Leonie Ebert Anne Sauer         |  |  |  |
|                       |                                                                                                 |                                                                         |                                                                          |  |  |  |
| Sabel, individuellt   | Olha Charlan · Ukraina                                                                          | Ilinca Pantiș · Rumänien                                                | Theodora Gkountoura · GreklandEloisa Passaro · Italien                   |  |  |  |
| Sabel, lag            | Frankrike Manon Apithy-Brunet Sara Balzer Cécilia Berder Margaux Rifkiss                        | Italien Martina Criscio Rossella Gregorio Chiara Mormile Eloisa Passaro | Ungern Sugár Katinka Battai Renáta Katona Liza Pusztai Luca Szűcs        |  |  |  |

## Medaljtabell
*   Värdland ( Polen)
| Nr                   | Nation               | Guld | Silver | Brons | Totalt |
| -------------------- | -------------------- | ---- | ------ | ----- | ------ |
| 1                    | Frankrike            | 3    | 2      | 0     | 5      |
| 2                    | Italien              | 2    | 2      | 3     | 7      |
| 3                    | Polen*               | 2    | 2      | 0     | 4      |
| 4                    | Ukraina              | 2    | 0      | 1     | 3      |
| 5                    | Ungern               | 1    | 2      | 3     | 6      |
| 6                    | Georgien             | 1    | 0      | 0     | 1      |
| 6                    | Nederländerna        | 1    | 0      | 0     | 1      |
| 8                    | Rumänien             | 0    | 1      | 1     | 2      |
| 9                    | Danmark              | 0    | 1      | 0     | 1      |
| 9                    | Portugal             | 0    | 1      | 0     | 1      |
| 9                    | Schweiz              | 0    | 1      | 0     | 1      |
| 12                   | Tyskland             | 0    | 0      | 5     | 5      |
| 13                   | Belgien              | 0    | 0      | 1     | 1      |
| 13                   | Grekland             | 0    | 0      | 1     | 1      |
| 13                   | Israel               | 0    | 0      | 1     | 1      |
| 13                   | Spanien              | 0    | 0      | 1     | 1      |
| 13                   | Storbritannien       | 0    | 0      | 1     | 1      |
| Totalt (17 nationer) | Totalt (17 nationer) | 12   | 12     | 18    | 42     |